# Ömer Naci Soykan
Ömer Naci Soykan (* 10. Februar 1945 in Rize; † 4. Dezember 2017 in Istanbul) war ein türkischer Philosoph und Autor.

## Leben
Soykan studierte an der philosophischen Fakultät der Universität Istanbul Philosophie, Soziologie und klassische Philologie. Parallel zu seinem Studium in der Türkei nahm er als Gasthörer an der Universität Hamburg an philosophischen Lehrveranstaltungen teil.
Er promovierte an der Universität Istanbul im Jahre 1982 mit einer Dissertation über „Formen des Seins und der Kunst bei Schelling“. Im selben Jahr wurde er wissenschaftlicher Mitarbeiter an der Mimar Sinan Universität der schönen Künste in Istanbul. Im Jahr 1988 wurde er Dozent, 1996 Universitätsprofessor und 2006 zum „konstituierenden Vorsitzenden“ der philosophischen Abteilung derselben Universität ernannt, wo er bis 2013 tätig war.
Er publizierte 17 Bücher, darunter „Philosophie und Sprache“, „Kunst als Einheit der Theorie und Praxis“, „Philosophische Sicht aus der Türkei“ (4 Bände), „Untersuchungen“ (2 Bände). Er veröffentlichte auf Türkisch, Deutsch und Englisch Beiträge zur Epistemologie, Sprachphilosophie und Ästhetik in internationalen Forschungszeitschriften, insgesamt etwa 200 Aufsatztitel. Er hielt Vorträge in Deutschland, Österreich, Ungarn und den Vereinigten Staaten. Vom 1. Januar bis zum 30. Juni 2001 hielt er sich auf Einladung der Universität New York (NYU) als „Visiting Scholar“ in den USA auf. Er war Mitglied des philosophischen Instituts der Türkei und der Türkischen Gesellschaft für Philosophie, der Österreichischen Ludwig Wittgenstein Gesellschaft und der Internationalen Schelling Gesellschaft.